# Stanisław Juszczacki
Stanisław Juszczacki (ur. 17 listopada 1884 w Czyżewie, zm. 3 kwietnia 1944) – pułkownik piechoty Wojska Polskiego II RP i Polskich Sił Zbrojnych na Zachodzie, kawaler Orderu Virtuti Militari.

## Życiorys
Urodził się 17 listopada 1884 w Czyżewie, w ówczesnym powiecie mazowieckim guberni łomżyńskiej, w rodzinie Antoniego. 
Po zakończeniu I wojny światowej, jako były oficer armii rosyjskiej został przyjęty do Wojska Polskiego i zatwierdzony do stopnia kapitana. Został zatwierdzony w stopniu kapitana piechoty ze starszeństwem z dniem 1 czerwca 1919. Stacjonując w Szczuczynie od końca 1918 organizował formowanie suwalskiego 41 pułku piechoty, w którym następnie w trakcie wojny polsko-bolszewickiej pełnił funkcję dowódcy II batalionu (1919), biorąc udział walkach o Mińsk i w wyprawie kijowskiej, zaś w okresie od 7 sierpnia do 20 września 1920 sprawował stanowisko dowódcy pułku.

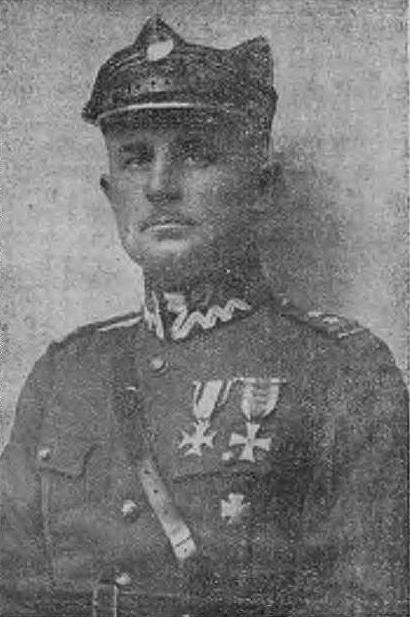
Stanisław Juszczacki, ppłk (przed 1923)

Później został awansowany na stopień podpułkownika piechoty ze starszeństwem z dniem 1 czerwca 1919. W 1923 jako oficer nadetatowy 61 pułku piechoty z Bydgoszczy był komendantem Centralnej Szkoły Podoficerów Zawodowych Piechoty Nr 1 w Chełmnie. Następnie został awansowany na stopień pułkownika piechoty ze starszeństwem z dniem 15 sierpnia 1924. 
W 1924 prowadził przy 61 pułku kurs dla młodszych oficerów piechoty. Na początku 1928 został przeniesiony ze stanowiska dowódcy 18 pułku piechoty w Skierniewicach do Korpusu Ochrony Pogranicza na stanowisko dowódcy 2 Brygady KOP „Nowogródek”, które pełnił w okresie od 20 lutego 1928 do 20 listopada 1930 , po czym został oddany do dyspozycji I wiceministra i szefa Administracji Armii. W 1932 był oficerem Oficerskiego Trybunału Orzekającego. Z dniem 30 listopada 1934 został przeniesiony w stan spoczynku.
Podczas II wojny światowej był oficerem Polskich Sił Zbrojnych na Zachodzie w stopniu pułkownika. Zmarł 3 kwietnia 1944. Został pochowany na brytyjskim cmentarzu wojennym w Ramleh w Palestynie (miejsce 5-B-13). Tego samego dnia zmarł ppłk Stefan Ludwig, pochowany tuż obok płk. Juszczackiego.

## Ordery i odznaczenia
- Krzyż Srebrny Orderu Wojskowego Virtuti Militari – 16 lutego 1921[20]
- Krzyż Walecznych (czterokrotnie, przed 1923)[21][22]
- Złoty Krzyż Zasługi (19 marca 1931)[23]
- Medal 3 Maja (przed 1928)